# Strange Horizons
Strange Horizons — онлайн-журнал про фантастику. Він також містить фантастичну поезію та документальну літературу в кожному номері, включно з оглядами, есе, інтерв'ю та проведенням круглих столів.

## Історія
Журнал було запущено у вересні 2000 року. З того часу публікує нові матеріали (художня література, статті, огляди, поезія та/або мистецтво) 51 тиждень на рік, з акцентом на «нові, недостатньо представлених та великі речі».
Журнал був заснований письменницею і редактором Мері Енн Моханрадж. Над ним працює близько шістдесяти волонтерів, що є незвичним серед професійних журналів фантастичної літератури, оскільки він повністю фінансується за рахунок пожертвувань і щорічно проводить фінансові акції.

### Головні редактори
1. 2000—2003 — Мері Енн Моханрадж;
2. 2004—2010 — Сьюзен Марі Гроппі;
3. 2010—2017 — Найл Харрісон[3];
4. 2017—2019 — Джейн Кроулі і Кейт Доллархайд[4];
5. 2019—2021 — Ванесса Роуз Фін[5];
6. З 2021 — Гаутам Бхатія[6].

## Нагороди
Сьюзен Марі Гроппі виграла спеціальну премію World Fantasy Special Award: Non-Professional у 2010 році за роботу головним редактором на Strange Horizons. Сам журнал був фіналістом премії «Г'юго» за найкращий вебсайт у 2002 та 2005 та премії «Г'юго» за найкращий напівпрозин щороку з 2013 по 2021 роки.
Оповідання Бенджаміна Розенбаума «Дім за твоїм небом», опубліковане у 2006 році в журналі, було номіновано на премію «Г'юго» 2007 року за найкраще оповідання. «Історії Селкі для невдах» Софії Саматар було номіновано на премію «Г'юго» за найкраще оповідання у 2014 році. Інші історії в «Дивних горизонтах» були номіновані на «Неб'юла» та інші нагороди. Три оповідання, опубліковані в Strange Horizons, отримали премію Теодора Стерджона.